# Otto en Elise Hampel

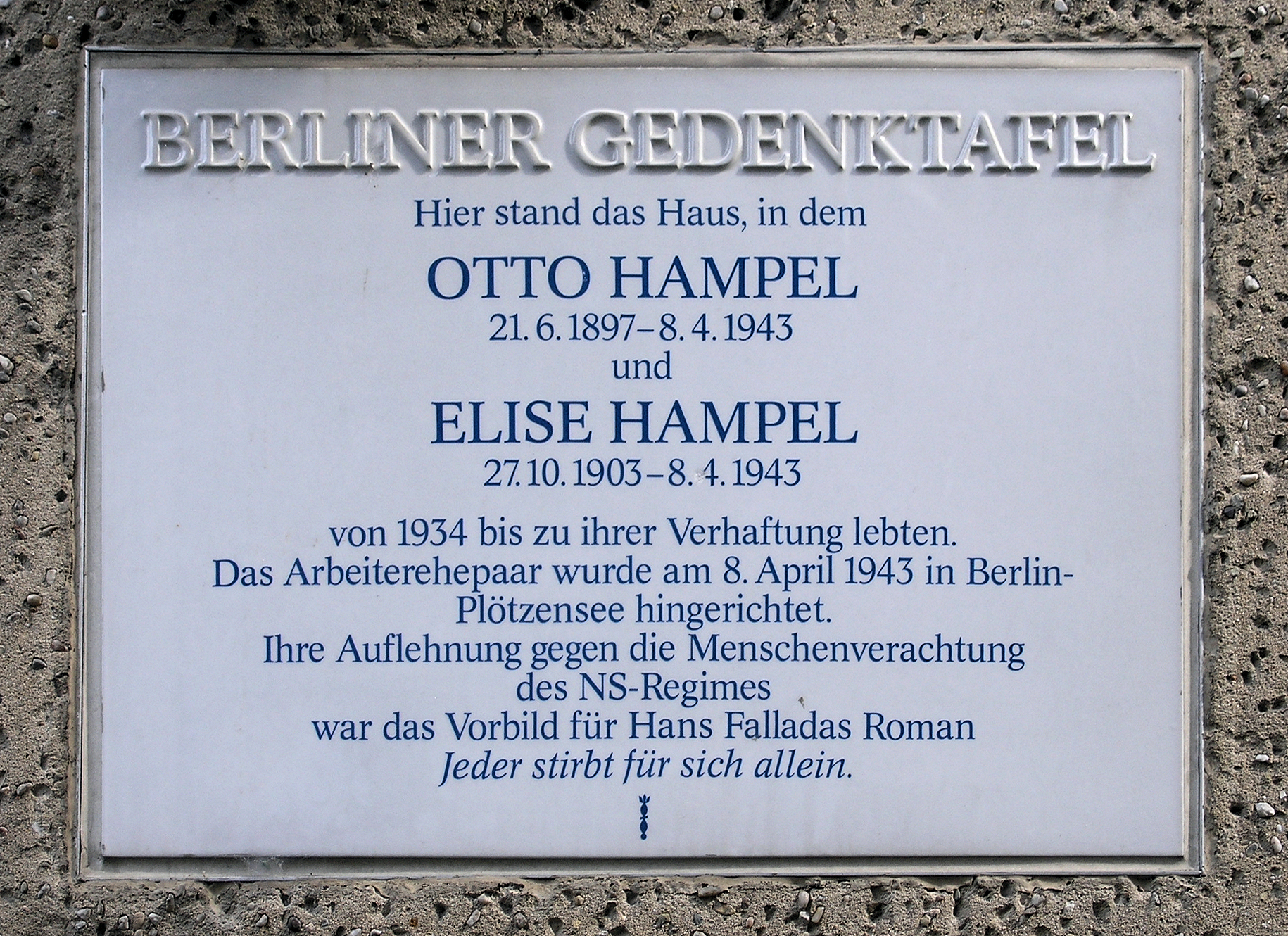
Gedenkplaat aan de voormalige woning van het echtpaar Hampel, Amsterdamer Straße 10 in Berlijn

Otto en Elise Hampel was een arbeidersechtpaar dat gedurende het begin van de Tweede Wereldoorlog in Berlijn actie voerde tegen het naziregime door middel van het verspreiden van postkaarten met anti-nazileuzen.

## Biografie
Otto Hermann Hampel (21 juni 1897 – 8 april 1943) werd geboren in Mühlbock, een buitenwijk van het Duitse Wehrau, nu gelegen in Polen. Hij diende in de Eerste Wereldoorlog en werkte nadien als fabrieksarbeider bij Siemens-Schuckert.
Elise Lemme (27 oktober 1903 – 8 april 1943) werd geboren in Bismark (Altmark) bij Stendal, en ging naar de lagere school om vervolgens als inwonende huishoudhulp te gaan werken. Ze werd in 1936 lid van de NS-Frauenschaft.
In 1935 huwden Otto en Elise. Toen de broer van Elise in 1940 sneuvelde aan het front in Frankrijk besloot het echtpaar actie tegen het naziregime te voeren. Tussen september 1940 en einde september 1942 schreven ze meer dan 200 postkaarten met anti-nazileuzen die ze verspreidden in traphallen in openbare gebouwen. Ze riepen de mensen op om zich tegen de Nationalsozialisten te kanten en deelname aan de oorlog te weigeren om zo het regime van Adolf Hitler omver te werpen. Het echtpaar werd op 20 oktober 1942 gearresteerd door de Gestapo en op 22 januari 1943 ter dood veroordeeld door het Volksgerichtshof wegens hoogverraad. Otto en Elise Hampel werden op 8 april 1943 geëxecuteerd.